# Avenue Capitaine Piret
L'avenue Capitaine Piret (en néerlandais : Kapitein Piretlaan) est une avenue bruxelloise de la commune de Woluwe-Saint-Pierre qui va de l'avenue Père Damien à la rue Medaets sur une longueur totale de 260 mètres.

## Historique et description

### Origine du nom
Edgar Piret, capitaine qui disparut avec son navire en Mer du Nord le 12 juin 1940, année de l'ouverture de cette voie.